# Matungu
Matungu är en ort i distriktet Butere/Mumias i provinsen Västprovinsen i Kenya.